# Casa Rectoral (Corbera de Llobregat)
La casa Rectoral és un edifici de Corbera de Llobregat (Baix Llobregat) catalogat com a bé cultural d'interès local.

## Història
Projectada per l'arquitecte Jeroni Martorell, fou bastida entre els anys 1947 i 1950.

## Descripció
És un edifici compacte amb un porxo d'entrada amb arcades rodones i segon pis amb arcades a la catalana. És bastit amb pedra de Corbera (marès vermell) i amb brancals, llindes i ampits tallats amb la mateixa pedra, així com els pilars i dovelles dels arcs. La coberta és de teula amb un ràfec d'elements ceràmics comuns. Part de la mitgera del costat est està adossada a l'església.
S'hi conserven dues talles policromades: una Mare de Déu del Roser barroca amb la data pintada a la peanya (1758), i una Mare de Déu de la Llet romànica dels segles xii-xiii.